# Mecze reprezentacji Polski w hokeju na lodzie mężczyzn prowadzonej przez Wiktora Pysza
Zestawienie oficjalnych międzynarodowych meczów reprezentacji Polski w hokeju na lodzie mężczyzn prowadzonej przez Wiktora Pysza:

## Lata 1999-2004
| Lp. | Data             | Miejsce   | Mecz                     | Wynik | Impreza                                                                    |
| --- | ---------------- | --------- | ------------------------ | ----- | -------------------------------------------------------------------------- |
| 1.  | 12 kwietnia 2000 | Katowice  | Polska – Dania           | 3:3   | Mistrzostwa Świata Grupy B w hokeju na Lodzie 2000                         |
| 2.  | 13 kwietnia 2000 | Katowice  | Polska – Kazachstan      | 2:5   | Mistrzostwa Świata Grupy B w hokeju na Lodzie 2000                         |
| 3.  | 15 kwietnia 2000 | Katowice  | Polska – Niemcy          | 6:2   | Mistrzostwa Świata Grupy B w hokeju na Lodzie 2000                         |
| 4.  | 16 kwietnia 2000 | Katowice  | Polska – Wielka Brytania | 4:6   | Mistrzostwa Świata Grupy B w hokeju na Lodzie 2000                         |
| 5.  | 18 kwietnia 2000 | Katowice  | Polska – Estonia         | 5:1   | Mistrzostwa Świata Grupy B w hokeju na Lodzie 2000                         |
| 6.  | 19 kwietnia 2000 | Katowice  | Polska – Słowenia        | 3:1   | Mistrzostwa Świata Grupy B w hokeju na Lodzie 2000                         |
| 7.  | 21 kwietnia 2000 | Katowice  | Polska – Holandia        | 5:1   | Mistrzostwa Świata Grupy B w hokeju na Lodzie 2000                         |
| 8.  | 16 kwietnia 2001 | Grenoble  | Polska – Holandia        | 4:0   | Mistrzostwa Świata Dywizji I w hokeju na Lodzie 2001                       |
| 9.  | 17 kwietnia 2001 | Grenoble  | Polska – Węgry           | 3:0   | Mistrzostwa Świata Dywizji I w hokeju na Lodzie 2001                       |
| 10. | 19 kwietnia 2001 | Grenoble  | Polska – Dania           | 5:3   | Mistrzostwa Świata Dywizji I w hokeju na Lodzie 2001                       |
| 11. | 21 kwietnia 2001 | Grenoble  | Polska – Litwa           | 13:2  | Mistrzostwa Świata Dywizji I w hokeju na Lodzie 2001                       |
| 12. | 22 kwietnia 2001 | Grenoble  | Francja – Polska         | 4:2   | Mistrzostwa Świata Dywizji I w hokeju na Lodzie 2001                       |
| 13. | 27 kwietnia 2002 | Göteborg  | Polska – Słowacja        | 0:7   | Mistrzostwa Świata Elity w hokeju na Lodzie 2002, 1 faza grupowa (Grupa B) |
| 14. | 29 kwietnia 2002 | Göteborg  | Polska – Finlandia       | 0:8   | Mistrzostwa Świata Elity w hokeju na Lodzie 2002, 1 faza grupowa (Grupa B) |
| 15. | 30 kwietnia 2002 | Göteborg  | Polska – Ukraina         | 0:3   | Mistrzostwa Świata Elity w hokeju na Lodzie 2002, 1 faza grupowa (Grupa B) |
| 16. | 2 maja 2002      | Jönköping | Polska – Włochy          | 5:1   | Mistrzostwa Świata Elity w hokeju na Lodzie 2002, Grupa spadkowa           |
| 17. | 3 maja 2002      | Jönköping | Polska – Słowenia        | 2:4   | Mistrzostwa Świata Elity w hokeju na Lodzie 2002, Grupa spadkowa           |
| 18. | 5 maja 2002      | Jönköping | Polska – Japonia         | 5:2   | Mistrzostwa Świata Elity w hokeju na Lodzie 2002, Grupa spadkowa           |
| 19. | 15 kwietnia 2003 | Budapeszt | Polska – Litwa           | 8:2   | Mistrzostwa Świata Dywizji I w hokeju na Lodzie 2003                       |
| 20. | 16 kwietnia 2003 | Budapeszt | Polska – Holandia        | 6:3   | Mistrzostwa Świata Dywizji I w hokeju na Lodzie 2003                       |
| 21. | 18 kwietnia 2003 | Budapeszt | Polska – Rumunia         | 6:0   | Mistrzostwa Świata Dywizji I w hokeju na Lodzie 2003                       |
| 22. | 19 kwietnia 2003 | Budapeszt | Polska – Kazachstan      | 1:3   | Mistrzostwa Świata Dywizji I w hokeju na Lodzie 2003                       |
| 23. | 21 kwietnia 2003 | Budapeszt | Węgry – Polska           | 1:3   | Mistrzostwa Świata Dywizji I w hokeju na Lodzie 2003                       |

- Lista meczów w latach 1999-2004 nie jest pełna

## Lata 2009-2012
| Lp. | Data              | Miejsce          | Mecz                      | Wynik    | Impreza                                              | Raport |
| --- | ----------------- | ---------------- | ------------------------- | -------- | ---------------------------------------------------- | ------ |
| 1.  | 2 września 2009   | Toruń            | Polska – Francja          | 3:4 p.k. | Mecz towarzyski                                      |        |
| 2.  | 3 września 2009   | Toruń            | Polska – Francja          | 2:1      | Mecz towarzyski                                      |        |
| 3.  | 10 września 2009  | Krynica          | Polska – Rosja            | 3:6      | Mecz towarzyski                                      |        |
| 4.  | 18 grudnia 2009   | Kijów            | Ukraina – Polska          | 2:2      | Mecz towarzyski                                      |        |
| 5.  | 19 grudnia 2009   | Kijów            | Ukraina – Polska          | 2:0      | Mecz towarzyski                                      |        |
| 6.  | 9 kwietnia 2010   | Kijów            | Ukraina – Polska          | 5:1      | Mecz towarzyski                                      |        |
| 7.  | 10 kwietnia 2010  | Kijów            | Ukraina – Polska          | 2:1      | Mecz towarzyski                                      |        |
| 8.  | 17 kwietnia 2010  | Lublana          | Słowenia – Polska         | 3:2      | Mistrzostwa Świata Dywizji I w hokeju na Lodzie 2010 |        |
| 9.  | 18 kwietnia 2010  | Lublana          | Węgry – Polska            | 6:0      | Mistrzostwa Świata Dywizji I w hokeju na Lodzie 2010 |        |
| 10. | 20 kwietnia 2010  | Lublana          | Korea Południowa – Polska | 2:5      | Mistrzostwa Świata Dywizji I w hokeju na Lodzie 2010 |        |
| 11. | 21 kwietnia 2010  | Lublana          | Chorwacja – Polska        | 0:6      | Mistrzostwa Świata Dywizji I w hokeju na Lodzie 2010 |        |
| 12. | 23 kwietnia 2010  | Lublana          | Wielka Brytania – Polska  | 1:2      | Mistrzostwa Świata Dywizji I w hokeju na Lodzie 2010 |        |
| 13. | 1 września 2010   | Tychy            | Polska – Francja          | 5:1      | mecz towarzyski                                      |        |
| 14. | 2 września 2010   | Opole            | Polska – Francja          | 2:3 p.d. | mecz towarzyski                                      |        |
| 15. | 11 listopada 2010 | Sanok            | Polska – Holandia         | 10:1     | EIHC, turniej towarzyski                             |        |
| 16. | 12 listopada 2010 | Sanok            | Polska – Ukraina          | 6:3      | EIHC, turniej towarzyski                             |        |
| 17. | 13 listopada 2010 | Sanok            | Polska – Rosja B          | 2:6      | EIHC, turniej towarzyski                             |        |
| 18. | 16 grudnia 2010   | Browary          | Kazachstan – Polska       | 3:1      | EIHC, turniej towarzyski                             |        |
| 19. | 17 grudnia 2010   | Browary          | Ukraina – Polska          | 3:2      | EIHC, turniej towarzyski                             |        |
| 20. | 18 grudnia 2010   | Browary          | Rumunia – Polska          | 1:3      | EIHC, turniej towarzyski                             |        |
| 21. | 3 kwietnia 2011   | Asiago           | Włochy – Polska           | 4:2      | mecz towarzyski                                      |        |
| 22. | 4 kwietnia 2011   | Pergine          | Włochy – Polska           | 0:2      | mecz towarzyski                                      |        |
| 23. | 9 kwietnia 2011   | Krynica          | Polska - Rosja U21        | 1:6      | mecz towarzyski                                      |        |
| 24. | 10 kwietnia 2011  | Krynica          | Polska - Rosja U21        | 4:2      | mecz towarzyski                                      |        |
| 25. | 17 kwietnia 2011  | Kijów            | Polska – Litwa            | 5:1      | Mistrzostwa Świata Dywizji I w hokeju na Lodzie 2011 |        |
| 26. | 18 kwietnia 2011  | Kijów            | Polska – Estonia          | 8:3      | Mistrzostwa Świata Dywizji I w hokeju na Lodzie 2011 |        |
| 27. | 20 kwietnia 2011  | Kijów            | Ukraina – Polska          | 4:1      | Mistrzostwa Świata Dywizji I w hokeju na Lodzie 2011 |        |
| 28. | 21 kwietnia 2011  | Kijów            | Polska – Kazachstan       | 2:4      | Mistrzostwa Świata Dywizji I w hokeju na Lodzie 2011 |        |
| 29. | 23 kwietnia 2011  | Kijów            | Polska – Wielka Brytania  | 2:3      | Mistrzostwa Świata Dywizji I w hokeju na Lodzie 2011 |        |
| 30. | 30 sierpnia 2011  | Oświęcim         | Polska – Francja          | 2:1      | Mecz towarzyski                                      |        |
| 31. | 31 sierpnia 2011  | Jastrzębie-Zdrój | Polska – Francja          | 2:0      | mecz towarzyski                                      |        |
| 32. | 11 listopada 2011 | Sanok            | Polska – Rumunia          | 9:0      | EIHC, turniej towarzyski                             |        |
| 33. | 12 listopada 2011 | Sanok            | Polska – Holandia         | 5:1      | EIHC, turniej towarzyski                             |        |
| 34. | 14 grudnia 2011   | Miercurea-Ciuc   | Polska – Węgry            | 6:1      | EIHC, turniej towarzyski                             |        |
| 35. | 15 grudnia 2011   | Miercurea-Ciuc   | Polska – Rumunia          | 3:2      | EIHC, turniej towarzyski                             |        |
| 36. | 16 grudnia 2011   | Miercurea-Ciuc   | Polska – Ukraina          | 0:2      | EIHC, turniej towarzyski                             |        |
| 37. | 31 marca 2012     | Jastrzębie-Zdrój | Polska – Słowenia         | 1:2      | mecz towarzyski                                      |        |
| 38. | 1 kwietnia 2012   | Jastrzębie-Zdrój | Polska – Słowenia         | 1:2      | mecz towarzyski                                      |        |
| 39. | 7 kwietnia 2012   | Budapeszt        | Polska – Węgry            | 2:4      | mecz towarzyski                                      |        |
| 40. | 8 kwietnia 2012   | Budapeszt        | Polska – Węgry            | 1:4      | mecz towarzyski                                      |        |
| 41. | 15 kwietnia 2012  | Krynica-Zdrój    | Polska – Litwa            | 9:0      | mistrzostwa świata I Dywizji - grupa B               |        |
| 42. | 16 kwietnia 2012  | Krynica-Zdrój    | Polska – Rumunia          | 10:0     | mistrzostwa świata I Dywizji - grupa B               |        |
| 43. | 18 kwietnia 2012  | Krynica-Zdrój    | Polska – Holandia         | 5:1      | mistrzostwa świata I Dywizji - grupa B               |        |
| 44. | 19 kwietnia 2012  | Krynica-Zdrój    | Polska – Australia        | 5:3      | mistrzostwa świata I Dywizji - grupa B               |        |
| 45. | 21 kwietnia 2012  | Krynica-Zdrój    | Polska – Korea Południowa | 2:3      | mistrzostwa świata I Dywizji - grupa B               |        |

Bilans
|                 | zwycięstwa | remisy | porażki |
| ogółem          | 22         | 1      | 22      |
| dom             | 13         | 0      | 8       |
| wyjazd          | 2          | 1      | 9       |
| neutralny teren | 7          | 0      | 5       |

|                 | zdobyte | stracone |
| ogółem          | 148     | 108      |
| dom             | 89      | 46       |
| wyjazd          | 19      | 36       |
| neutralny teren | 40      | 26       |

## Mecze nieoficjalne
| Lp. | Data            | Miejsce | Mecz               | Wynik | Impreza         | Raport |
| --- | --------------- | ------- | ------------------ | ----- | --------------- | ------ |
| 1.  | 1 września 2009 | Toruń   | Polska – TKH Toruń | 4:2   | Mecz towarzyski |        |

## Sztab i kadra na MŚ 2012
Kadra obejmuje zawodników powołanych na Mistrzostwa Świata 2012 Dywizji I. Dodatkowo wymienieni są hokeiści z szerokiego składu w bieżącym roku.
| Sztab szkoleniowy: - Wiktor Pysz – szkoleniowiec - Marek Batkiewicz – asystent trenera - Jaroslav Lehocký – asystent trenera - Andrzej Zabawa – menedżer generalny Sztab techniczno-medyczny: - Michał Jasnosz – kierownik drużyny - Wojciech Wolski – lekarz - Piotr Jarząbek – fizjoterapeuta - Krzysztof Ritszel – fizjoterapeuta |  | Bramkarze: - Kamil Kosowski - Przemysław Odrobny - Rafał Radziszewski (rez.) |  | Obrońcy: - Adam Borzęcki - Marian Csorich - Paweł Dronia - Jerzy Gabryś - Mateusz Rompkowski - Szymon Urbańczyk - Patryk Wajda - Michał Kotlorz (rez.) - Patryk Noworyta (rez.) - Bartłomiej Pociecha (rez.) - Maciej Sulka (rez.) |  | Napastnicy: - Krystian Dziubiński - Damian Kapica - Marcin Kolusz - Leszek Laszkiewicz - Mikołaj Łopuski - Tomasz Malasiński - Grzegorz Pasiut - Jarosław Rzeszutko - Piotr Sarnik - Damian Słaboń - Maciej Urbanowicz - Jakub Witecki - Krzysztof Zapała - Mateusz Danieluk (rez.) - Radosław Galant (rez.) - Dariusz Gruszka (rez.) |